# Slaget ved Øland
Slaget ved Øland var et søslag mellem en allieret dansk - hollandsk flåde og den svenske flåde i Østersøen ud for Ølands østkyst den 1. juni 1676. Slaget var en del af den skånske krig (1675-79), der kæmpedes om overherredømmet over den sydlige Østersø. Sverige havde et stærkt behov for forstærkninger til sine nordtyske besiddelser; Danmark søgte at færge en hær til Skåne i det sydlige Sverige for at åbne en front på svensk jord.
Lige da slaget begyndte, sank det svenske flagskib Kronan og tog næsten hele besætningen med sig, inklusive rigets admiral og øverstbefalende for den svenske flåde, Lorentz Creutz. Den allierede styrke under ledelse af den hollandske admiral Cornelis Tromp udnyttede til fulde den efterfølgende uorden på svensk side. Den fungerende kommandant efter Creutz' pludselige bortgang, admiral Claes Uggla, blev omringet, og hans flagskib Svärdet blev ramt i en udstrakt artilleriduel, derefter sat i brand af et brandskib. Uggla druknede, mens han undslap det brændende skib, og med tabet af den anden øverstbefalende flygtede resten af den svenske flåde i uorden.
Slaget resulterede i dansk flådeovermagt, som blev opretholdt under hele krigen. Den danske kong Christian V kunne sende tropper over til den svenske side af Øresund, og den 29. juni landede en styrke på 14.500 mand ved Råå, lige syd for Helsingborg i det sydligste Sverige. Skåne blev krigens vigtigste slagmark og kulminerede med de blodige slag ved Lund, Halmstad og Landskrona. Danske og hollandske flådestyrker blev overladt til at rasere Øland og den svenske østkyst helt op til Stockholm. Den svenske fiasko på Øland fik også kong Karl XI til at beordre en kommission til at undersøge fiaskoen, men til sidst blev ingen fundet ansvarlig.

## Skånske Krig
Med krigserklæringen mod Sverige den 2. september 1675 så Danmark en chance for at genvinde sine nyligt tabte østlige provinser. Den sydlige Østersø blev et vigtigt strategisk område for både Danmark og Sverige. Danmark havde brug for søvejene for at invadere Skåne, og Sverige havde brug for at forstærke Svensk Pommern ved Østersøkysten; begge stod til at vinde ved at tage kontrol over de baltiske handelsruter. Da krigen brød ud mellem Danmark og Sverige, blev en stærk flådetilstedeværelse også afgørende for, at Sverige kunne sikre sine interesser hjemme og i udlandet.
I oktober 1675 satte den svenske flåde under Gustaf Otto Stenbock til søs, men sejlede ikke længere end til Stora Karlsö ud for Gotland, før den efter mindre end to uger måtte vende tilbage til Stockholm, plaget af koldt og stormfuldt vejr, sygdom og tab af livsvigtigt udstyr. Stenbock, der blev holdt personligt ansvarlig for kong Karl 11.s fiasko, blev tvunget til at betale for kampagnen af egen lomme. I løbet af vinteren 1675-76 blev den svenske flåde lagt under kommando af Lorentz Creutz, som forsøgte at sætte til søs i januar til februar 1676, men blev iset ind af usædvanligt koldt vejr.

## Flådernes tilstand
Den første engelsk-hollandske krig (1652-54) så udviklingen af kamplinjen, en taktik, hvor skibe dannede en kontinuerlig linje for at skyde bredsider mod en fjende. Tidligere var afgørende handling i flådeopgaver opnået gennem boarding og nærkampe, men efter midten af 1600-tallet fokuserede den taktiske doktrin mere på at invalidere eller sænke en modstander gennem overlegen ildkraft på afstand. Dette medførte store ændringer i militære doktriner, skibsbygning og professionalisme i europæiske flåder fra 1650'erne og frem. Kamplinjen favoriserede meget store skibe, der kunne holde linjen i lyset af kraftig ild, senere kendt som linjeskibe. Den nye taktik afhang også af stærke, centraliserede regeringers evne til at opretholde store, permanente flåder ledet af et professionelt officerskorps. Statens øgede magt på bekostning af individuelle godsejere førte til udvidelsen af hære og flåder, og i slutningen af 1660'erne gik Sverige i gang med et ekspansivt skibsbygningsprogram. 
I 1675 var den svenske flåde sin danske pendant talmæssigt overlegen (18 linjeskibe mod 16 og 21 fregatter mod 11), men den var ældre og af ringere kvalitet end den danske flåde, der havde erstattet en større del af dens skibe. Svenskerne havde problemer med rutinemæssig vedligeholdelse, og både rigning og sejl var generelt i dårlig stand. Svenske besætninger manglede danske og norske søfolks faglighed, som almindeligvis havde værdifuld erfaring fra tjeneste i den hollandske handelsflåde, og den svenske flåde manglede også en kerne af professionelle officerer. Danskerne havde garvede veteraner som Cort Adeler og Niels Juel. Den danske flåde blev også forstærket med hollandske enheder under kommandoen Philip van Almonde og Cornelis Tromp, sidstnævnte en erfaren officer, der havde tjent under Michiel de Ruyter, berømt for sin dygtige kommando under de engelsk-hollandske krige. 

## Optakt
En dansk flåde på 20 skibe under admiral Niels Juel satte i marts 1676 til søs, og den 29. april gik hans styrker i land på Gotland, som overgav sig.  Den svenske flåde blev beordret ud den 4. maj med 23 krigsskibe på over 50 kanoner, 21 på mindre end 50 og 16 mindre støttefartøjer bemandet med omkring 12.000 mand,  men de stødte på ugunstig vind og blev forsinket til den 19. maj. Juel havde på det tidspunkt forladt Visby, Gotlands hovedhavn, for at slutte sig til en mindre dansk-hollandsk styrke ved Bornholm, mellem Sveriges sydspids og Tysklands nordkyst. Sammen havde de til hensigt at sejle mellem Skåne og øen Rügen for at forhindre svenske tropper i at lande på øen og forstærke det svenske Pommern.  Den 25.-26. maj udkæmpede de to flåder det uafgjorte slag ved Bornholm. Den svenske styrke var overlegen i antal, men var ikke i stand til at påføre nogen alvorlige tab,  og to af flådens ildskibe blev erobret, det ene af de allierede og det andet af en brandenburgsk eskadre med kurs mod København. 
Flere svenske beretninger fortæller, at Creutz skændtes med sine officerer efter Bornholm. Major Taube vidnede, at officererne efter slaget var blevet "skældt ud som drenge", og at Creutz, "uden hensyn til skyld eller uskyld anklagede dem næsten alle ens". Hærkaptajnen Rosenberg fortalte en senere forespørgsel, at Creutz "næsten havde et anfald om natten" over Johan Bärs (en af hans flagofficerers) opførsel på Bornholm, og at han svor "aldrig at gå til søs med sådanne folk igen".
Efter den mislykkede aktion ankrede den svenske flåde ud for Trelleborg, hvor kong Karl 11. ventede med nye ordrer om at generobre Gotland. Flåden skulle nægte kamp med de allierede i det mindste indtil de nåede nordspidsen af Øland, hvor de kunne kæmpe i venligt farvand. Efter at den svenske flåde forlod Trelleborg den 30. maj, kom den allierede flåde hurtigt i kontakt med den og begyndte at forfølge svenskerne. På dette tidspunkt var de allierede blevet forstærket af en lille eskadron og udgjorde nu i alt 42 fartøjer, med 25 store eller mellemstore skibe i linjen. Forstærkningerne bragte også en ny kommandant med sig, generaladmiral Cornelis Tromp, en af sin tids dygtigste flådetaktikere. Tromp, der også var løjtnant-admiral i den hollandske flåde, blev udnævnt til generaladmiral for den danske flåde den 8. maj 1676. De to flåder sejlede nordpå og passerede den 1. juni Ølands sydspids i stærk kuling. Den hårde vind var hård mod de svenske skibe. Mange mistede master og bjælker. Svenskerne, der dannede en næsten sammenhængende kamplinje, forsøgte at sejle foran Tromps skibe i håb om at komme mellem dem og kysten, hvorved de kunne sætte sig på den allierede flådes vindside og opnå den taktiske fordel ved at få læ for vinden. De hollandske skibe i den allierede flåde formåede at sejle tættere på vinden og hurtigere end resten af styrken og gled mellem svenskerne og kysten og fik en gunstig position. Senere samme morgen kom de to flåder hinanden tættere og var snart inden for skudafstand.

## Slaget
Omkring middagstid vendte den svenske linje som følge af dårlig koordination og signalering uventet mod den allierede flåde. Da flagskibet Kronan kom til i manøvren krængede det pludselig og begyndte at tage vand ind. Ifølge kanonmester Anders Gyllenspak var sejlene ikke revet, og skibet lænede sig så hårdt over, at vand strømmede ind gennem de nederste kanonporte. Da skibet lænede sig over, skubbede et vindstød skibet om på siden, hvilket bragte master og sejl ned på linje med havets overflade. Kort efter eksploderede krudtlageret og rev den forreste del af styrbordsiden fra hinanden. Kronan mistede hurtigt opdriften og sank og tog det meste af sin 850 mand store besætning med sig, inklusive øverstbefalende for den svenske flåde, Lorentz Creutz.
Det pludselige tab af flagskibet og flådeadmiralen kastede den allerede spredte svenske linje ud i forvirring og svækkede moralen. Fire skibe fra Creutz og Ugglas eskadriller flygtede straks, da de så, at flagskibet var tabt. Claes Uggla var næstkommanderende efter Creutz og blev fungerende chef for den svenske flåde. Da linjen kom i stand, kom Uggla og hans skib Svärdet på kollisionskurs med det stadig flydende vrag af Kronan, og blev tvunget til at gibbe (dreje agterstavnen ind i vindretningen) for at undgå det. Svärdets ' tur blev af mange skibe tolket som et signal om at vende igen; andre tolkede det som begyndelsen på et generelt tilbagetog, der førte til større uorden. Uggla satte farten ned i et forsøg på at samle sine styrker, men blev i stedet adskilt fra sin eskadron.
Tromp på Christianus Quintus, viceadmiral Jens Rodsten på Tre Løver og Niels Juel på Churprindsen udnyttede kaosset. De omringede hurtigt Svärdet og tre støttende skibe (Hieronymus, Neptunus og Järnvågen, en bevæbnet købmand) og begyndte en kraftig beskydning for at få dem til at overgive sig. Flere andre svenske fartøjer forsøgte at assistere Uggla, men de var i læ og kunne ikke yde effektiv støtte. Efter cirka halvanden til to timers hård kamp gik Svärdets stormast over bord, og Uggla måtte overgive sig. På trods af dette blev Svärdet antændt ved et uheld eller misforståelse af det hollandske ildskib ' t Hoen. Det næststørste svenske skib efter Kronan sank i flammerne og tog 600 med sig ud af en besætning på 650, inklusive admiral Uggla selv. Kun Hieronymus undslap de allierede admirals angreb, dog stærkt beskadiget, og de andre blev taget til fange af Juel på Churprindsen sammen med en af hans løjtnanter på Anna Sophia.
Ved sekstiden om aftenen havde svenskerne mistet to flagskibe sammen med to flådeadmiraler, inklusive den øverste chef for flåden. Hele styrken begyndte nu en uordentlig tilbagetrækning: De mindre skibe Enhorn, Ekorren, Gripen og Sjöhästen blev udsejlet og erobret og resten af skibene søgte ly i venlige havne. De fleste satte kursen mod Dalarö, nord for Stockholm; andre forsøgte sig til Kalmarstrædet, mellem Øland og det svenske fastland. Den allierede flåde forsøgte at udnytte sin sejr yderligere ved at jage, men jagten op ad kysten havde spredt dens styrker, og der var uenighed blandt de danske chefer om, hvor langt de skulle forfølge de svenske skibe.

## Efterspil
Den svenske flåde havde lidt et stort slag ved at miste sine to største skibe, sin øverstkommanderende og en af sine mest erfarne admiraler. Selv efter slaget fortsatte ulykkerne. Äpplet kom fra sine fortøjninger ved Dalarö, gik på grund og sank. Omkring 50 overlevende blev samlet op af forfølgende danske skibe og ført som fanger til København. Slaget gav Danmark ubestridt flådeherredømme og den svenske flåde turde ikke vove sig ud i resten af året. Den hær, der var samlet i Danmark, kunne nu fragtes til Skåne for at føre krigen til svensk jord, og den 29. juni 1676 blev 14.500 tropper sat i land ved Råå syd for Helsingborg. Slaget ved Øland var det første store svenske nederlag på havet til Danmark og blev fulgt af yderligere svenske nederlag ved Møn og Køge Bugt i 1677. Sidstnævnte var en bragende succes for admiral Niels Juel og er blevet den mest fejrede sejr i dansk flådehistorie.
Slaget ved Øland var det første af flere store svenske nederlag til søs, der endte i fuldstændig dansk dominans over den sydlige Østersø i den skånske krigs varighed. At hovedflådebasen i Stockholm var lukket i is i vinteren 1675–76 viste nødvendigheden af en isfri havn, der lå tættere på dansk hjemmefarvand. I 1679 valgte kong Karl 11. personligt stedet for en ny base på det, der senere skulle blive Karlskrona. Erfaringerne fra krigen førte også til forbedringer i den svenske flådeorganisation under ledelse af Hans Wachtmeister (1641-1714), som omfattede bedre finansiering og vedligeholdelse, øget beredskab til mobilisering i den sydlige Østersø og permanent rekruttering af kvalificeret personale gennem tildelingssystemet.

### svensk kommission
I løbet af en uge nåede nyheden om fiaskoen på Bornholm og det store nederlag ved Øland kong Karl 11., som straks gav ordre til, at der skulle nedsættes en kommission, der skulle undersøge, hvad der var sket. Kong Karl 11. ville se, om Bär og andre officerer var skyldige i fejhed eller inkompetence. Den 13. juni skrev kongen "nogle af vore søofficerer har vist en så fej og skødesløs opførsel", at de har "bragt rigets sikkerhed, velfærd og forsvar i stor fare", og at "så alvorlig en forbrydelse burde være alvorlig. straffet". 
Kommissionen begyndte sit arbejde den 7. juni 1676. Ved høringerne dukkede stærk kritik op og var rettet mod individuelle officerer samt svensk adfærd generelt. Anders Homman, en af officererne på Svärdet, var blandt dem, der tugtede sine kolleger hårdest. I sit vidnesbyrd sagde han, at admiral Uggla havde udbrudt "se hvordan de hundekutter løber"  da han blev omringet og kæmpede mod de allierede flagskibe. Homman beskrev selv sine kollegers handlinger som "høns, der løb rundt i gården, hver i sin retning", og tilføjede, at han "havde været i syv kampe, men aldrig havde set vores folk kæmpe så dårligt". 
Kommissionen fandt ingen skyldige i uagtsomhed eller forseelse, men admiralløjtnant Bär, kommandør af Nyckeln, og admiralløjtnant Christer Boije, der var stødt på grund på Äpplet, fik aldrig mere kommando i flåden. Løjtnantadmiral Hans Clerck, kommandør af Solen, gennemgik processen uskadt og blev forfremmet til fuld admiral af kongen, før kommissionen overhovedet afgav sin dom. Creutz er ret konsekvent blevet beskyldt for tabet af sit skib af historikere, og er blevet beskrevet som en inkompetent søofficer og sømand, der mere eller mindre egenhændigt forårsagede forliset gennem manglende flådeerfaring.  Militærhistorikerne Lars Ericson Wolke og Olof Sjöblom har forsøgt at nuancere billedet ved at påpege, at Creutz' opgave snarere var beslægtet med en administrator end en militær chef. De praktiske spørgsmål om skibsmanøvrering burde have været hans underordnedes ansvar, som havde erfaring med flådespørgsmål. 

### Stridigheder blandt de allierede officerer
På trods af sejrene var flere allierede officerer utilfredse med deres styrkers opførsel. Søhistoriker Jørgen Barfod forklarer, at slaget blev udkæmpet "på en uorganiseret måde fra start til slut", eftersom Tromp havde givet ordre til, at hver kommandant skulle angribe det fjendtlige skib nærmest ham.  Det meste af den danske flåde var ude af stand til at holde trit med de hurtigere hollandske skibe, så kapløbet om en fordelagtig position langs kysten havde bidraget til spredningen af den allierede flåde. Niels Juel klagede senere i et brev til den danske rigsadmiral over, at hollænderne ikke havde hjulpet ham med at forfølge de flygtende svenskere. Han hævdede, at hvis han havde fået ordentlig støtte, kunne de have "bragt [svenskerne] sådan en feber på halsen, at det ville tage år for alle lægerne i Stockholm at helbrede det".  Da Tromp sendte en rapport om slaget til den danske konge, bebrejdede han sine underordnede, men ikke ved navn, og bad om, at der ikke skulle uddeles straf. 
Kaptajnen på ' t Hoen, brandskibet, der havde sat Svärdet i brand, efter at hun havde overgivet sig, blev arresteret og fængslet direkte efter slaget og blev udsat for en så hårdhændet behandling, at han døde inden for få dage. Tromp rapporterede senere, at hans skib Delft, som havde oplevet nogle af de hårdeste kampe, havde mistet omkring 100 mand, og at de fleste af dets officerer blev såret. 

## Kræfter
Nedenfor er en liste over de skibe, der deltog i slaget. Tallene i parentes angiver antallet af kanoner for hvert skib. 
| Første eskadron Flagskib: Churprindsen (68), Niels Juel - Christianus IV (58) - Gyldenløve (56) - Anna Sophia (62) - Delmenhorst (44) - Nellebladet (54) - Lindormen (46) - København (36) - Hommeren (32) - Anthonette (26) - Caritas (34) - Fire Kronede Lillier (4) - Stokfisken, Abrahams Offer (fireships) Anden eskadron Flagskib: Christianus V (80), Cornelis Tromp - Tre Løver (64) - Oostergoo (60) - Charlotta Amalie (64) - Enighed (66) - Fridericus III (64) - Campen (44) - Havmanden (36) - Havfruen (26) - Spraglede Falk (18) - Louys, 't Hoen (fireships) Tredje eskadron Flagskib: Delft (62), Philips van Almonde - Waesdorp (68) - Dordrecht (46) - Ackerboom (60) - Gideon (60) - Justina (64) - Noortholland (44) - Caleb (40) - Utrecht (38) - Hvide Falk (26) - Delft (28) - Perlen (8) - Leonora (fireship) | Første eskadron Flagskib: Kronan (124), Lorentz Creutz - Solen (74) - Wrangel (60) - Draken (66) - Herkules (56) - Neptunus (44) - Maria (44) - Fenix (36) - Sundsvall (32) - Enhorn (16) - Pärlan (28, armed merchantman) - Tre Bröder (12) - Mjöhund (10) - Sjöhästen (8) - Jakob, Svan (fireships) Anden eskadron Flagskib: Svärdet (94), Claes Uggla - Mars (72) - Merkurius (64) - Hieronymus (64) - Svenska Lejonet (48) - Göteborg (48) - Fredrika Amalia (34) - Uttern (24) - Flygande Vargen (44, armed merchantman) - Järnvågen (24, armed merchantman) - Ekorren (8) - Posthornet (8) - Råbocken (8) - Rödkritan, Duvan (fireships) Tredje eskadron Flagskib: Nyckeln (84), Johan Bär - Äpplet (86) - Saturnus (64) - Caesar (60) - Wismar (54) - Riga (54) - Hjorten (36) - Solen (54, armed merchantman) - Salvator (30) - Gripen (8) - Sjöman (8) - Postiljon (fireship) Fjerde eskadron - Victoria (80) - Venus (64) - Jupiter (70) - Carolus (60) - Spes (48) - Abraham (44) - Nordstjärnan (28) - Trumslagaren (34, armed merchantman) - Konung David (32, armed merchantman) - Elisabeth (12, armed merchantman) - Fortuna (12) - Måsen (8) - Jägaren (fireship) |